# Емпірична функція розподілу

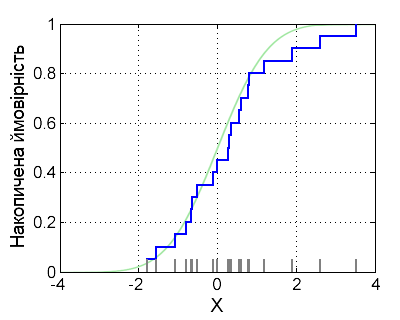
Синя лінія показує емпіричну функцію розподілу. Сірі стовпчики представляють зразки, які відповідають емпіричній функції розподілу, а зелена крива є справжньою функцію накопиченого розподілу.

Емпірична функція розподілу — це функція розподілу реалізації випадкової величини, яку будують за результатами вимірювань (спостережень).
Нехай маємо випадкову величину {\displaystyle \xi :x_{1},x_{2},\ldots ,x_{n}}, де n — загальна кількість спостережень. Через {\displaystyle v_{k}(x)} позначимо випадкову величину, яка дорівнює кількості елементів вибірки {\displaystyle \xi } значення яких менше x. Тоді емпірична функція розподілу буде задаватись як {\displaystyle {\hat {F}}_{k}(x)={\frac {v_{k}(x)}{n}}}.
Для побудови таблиці значень емпіричної функції розподілу використовують такий метод. Спочатку всі результати спостережень впорядковують за зростанням й визначають їх ранги (порядкові номера в отриманої послідовності). Потім кожному спостереженню приводять у відповідність число {\displaystyle {\hat {F}}_{k}(x)={\frac {x_{k}}{n}}}.
Графік емпіричної функції розподілу має східчастий вигляд. Із збільшенням кількості спостережень він стає гладкішим, а емпірична функція розподілу наближається до теоретичної функції розподілу генеральної сукупності чи певної теоретичної моделі розподілу.
Емпіричні функції розподілу широко використовують у непараметричних статистичних критеріях (омега-квадрат, Колмогорова — Смирнова тощо).